# Czerwona Sonja (film)
Czerwona Sonja, Rudowłosa Sonja (ang. Red Sonja) – film z gatunku magii i miecza, produkcji amerykańsko-holenderskiej z 1985 roku. W reżyserii Richarda Fleischera.
Rudowłosa Sonja to postać literacka stworzona przez amerykańskiego pisarza Roberta E. Howarda w serii opowiadań fantasy opublikowanych w latach 30. XX wieku w magazynie Weird Tales.
Film spotkał się z negatywną oceną krytyków; serwis Rotten Tomatoes w oparciu o opinie z 22 recenzji przyznał mu wynik 18%, czyli „zgniły”.

## Fabuła
Akcja filmu rozgrywa się w prehistorycznym świecie, w którym magia miesza się z codziennością, a bohaterowie toczą bezwzględną walkę o przetrwanie.
Bezwzględna wiedźma Gedren niepodzielnie rządzi całym barbarzyńskim światem. Podczas kolejnej wojennej wyprawy najeżdża miasto Hablac, by zdobyć talizman dający nadzwyczajną moc. Zabija dotychczasowego właściciela (byłą kapłankę i strażniczkę potężnego talizmanu Varnę) i staje się posiadaczką magicznego przedmiotu. Jednakże siostra zamordowanej Varny, Rudowłosa Sonja (Brigitte Nielsen), postanawia pomścić ją i odzyskać talizman. W tym celu gromadzi wokół siebie drużynę wojowników z legendarnym mistrzem talizmanu Kalidorem (Arnold Schwarzenegger) i na ich czele wyrusza do boju z Gedren.

## Obsada
- Brigitte Nielsen – Czerwona Sonja
- Arnold Schwarzenegger – Kalidor
- Sandahl Bergman – Gedren
- Paul L. Smith – Falcon
- Ronald Lacey – Ikol
- Ernie Reyes – książę Tarn
- Pat Roach – Brytag